# Faustynowo (województwo mazowieckie)
Faustynowo – wieś w Polsce położona w województwie mazowieckim, w powiecie ciechanowskim, w gminie Glinojeck.
W latach 1975–1998 miejscowość administracyjnie należała do województwa ciechanowskiego.
| SIMC    | Nazwa                | Rodzaj    |
| ------- | -------------------- | --------- |
| 0114614 | Pieńki Faustynowskie | część wsi |